# Szesnaście mgnień wiosny
Szesnaście mgnień wiosny (fr. Seize printemps – francuski dramat obyczajowy z 2020 r. w reżyserii Suzanne Lindon.

## Fabuła
Melancholijny film o dojrzewaniu i pierwszej miłości. Suzanne, szesnastoletnia licealistka z Paryża, poznaje starszego od siebie Raphaëla. Oboje łączy znudzenie życiem i wyalienowanie; jej z kręgu koleżanek i kolegów ze szkoły; jego ze środowiska zawodowych aktorów.

## Obsada
- Suzanne Lindon jako Suzanne
- Frédéric Pierrot jako jej ojciec
- Florence Viala jako jej matka
- Arnaud Valois jako Raphaël
- Dominique Besnehard jako Gérard, kolega Raphaëla
- Rebecca Marder[1] jako Marie

## Nagrody
- 2020 - Nagroda im. Zuzanny Jagody Kolskiej dla najmłodszej uczestniczki festiwalu  Nowe Horyzonty (specjalna)[2].